# Paulo Serra (político)
Paulo Henrique Pinto Serra (Santo André, 6 de maio de 1973), mais conhecido como Paulo Serra ou simplesmente Paulinho Serra é um advogado, economista, professor e político brasileiro filiado ao Partido da Social Democracia Brasileira. Foi vereador, secretário municipal e prefeito de Santo André por dois mandatos, tendo sido eleito em 2016 e reeleito em 2020.

## Origens e Formação
Nascido em Santo André, Paulo Serra é neto de Américo Pinto Serra, comerciante e candidato à vice-prefeito na chapa de Newton Brandão em 1963 e filho de Paulo Américo Serra, candidato por duas vezes à vereança que, apesar de não ter conseguido se eleger como titular, conseguiu a suplência do PP e assumiu a cadeira por um ano e meio.
É bacharel em Economia pela Faculdade de Economia, Administração, Contabilidade e Atuária (FEA) da Universidade de São Paulo (USP) e Direito pela Faculdade de Direito de São Bernardo do Campo.
Iniciou sua vida profissional como estagiário do Departamento de Planejamento Econômico e Financeiro da Prefeitura de Santo André . Em 1999, foi aprovado em concurso público e passou a integrar o corpo técnico do Departamento de Assistência Judiciária e Defesa do Consumidor do Procon de Santo André .

## Carreira Política
Foi vereador na sua cidade natal por dois mandatos consecutivos, de 2005 até 2012, sendo eleito, no primeiro mandato pelo Partido da Frente Liberal até deixar o partido em favor do PSDB em 2007.  
Deixou o seu partido em 2012, que não apoiou a sua candidatura a prefeitura de Santo André. Filiou-se ao PSD e apoiou o candidato petista à prefeitura, Carlos Grana. Em 2013, com Grana eleito, foi nomeado Secretário Municipal de Mobilidade Urbana, Obras e Serviços Públicos, cargo que ocupou até 2015, quando saiu do governo e retornou ao PSDB para ser candidato à prefeitura.

### Prefeito de Santo André
Foi eleito prefeito de Santo André em 2016, derrotando no segundo turno Carlos Grana, ao conquistar 276 575 votos contra 77 069 do então prefeito petista.
Durante a sua gestão, a partir de 2020, Santo André, assim como o resto do Brasil, enfrentou a Pandemia de COVID-19, a administração de Serra combateu a pandemia por meio da criação de hospitais de campanha, campanhas de isolamento social como toque de recolher noturno.
Em 2020, foi candidato a reeleição a prefeitura de Santo André, tendo vencido a disputa em turno único, obtendo 76,85% dos votos válidos. Em 2024, anunciou apoio ao seu antigo secretário da saúde, Gilvan Junior, para a sua sucessão na prefeitura.
Presidiu o Consórcio Intermunicipal Grande ABC em três mandatos: em 2019, 2021 e 2022.
Ao fim de seu segundo mandato, em Setembro de 2023, Paulo Serra foi considerado segundo pesquisas de opinião, o prefeito mais bem avaliado das dez maiores cidades do estado de São Paulo, com 80,1% de aprovação.

#### Pesquisas de Opinião
| Fonte:Paraná Pesquisas | A administração do Prefeito Paulo Serra está sendo ótima, boa, regular, ruim ou péssima? | A administração do Prefeito Paulo Serra está sendo ótima, boa, regular, ruim ou péssima? | A administração do Prefeito Paulo Serra está sendo ótima, boa, regular, ruim ou péssima? | A administração do Prefeito Paulo Serra está sendo ótima, boa, regular, ruim ou péssima? | A administração do Prefeito Paulo Serra está sendo ótima, boa, regular, ruim ou péssima? | A administração do Prefeito Paulo Serra está sendo ótima, boa, regular, ruim ou péssima? | A administração do Prefeito Paulo Serra está sendo ótima, boa, regular, ruim ou péssima? | A administração do Prefeito Paulo Serra está sendo ótima, boa, regular, ruim ou péssima? | A administração do Prefeito Paulo Serra está sendo ótima, boa, regular, ruim ou péssima? |
| Classifiação           | Abril de 2023                                                                            | Setembro de 2023                                                                         | Setembro de 2023                                                                         | Julho de 2024                                                                            | Julho de 2024                                                                            | Setembro de 2024                                                                         | Setembro de 2024                                                                         | Outubro de 2024                                                                          | Outubro de 2024                                                                          |
| Classifiação           | Base: 814 Eleitores                                                                      | Base: 718 Eleitores                                                                      | Base: 718 Eleitores                                                                      | Base: 710 Eleitores                                                                      | Base: 710 Eleitores                                                                      | Base: 718 Eleitores                                                                      | Base: 718 Eleitores                                                                      | Base: 710 Eleitores                                                                      | Base: 710 Eleitores                                                                      |
| ---------------------- | ---------------------------------------------------------------------------------------- | ---------------------------------------------------------------------------------------- | ---------------------------------------------------------------------------------------- | ---------------------------------------------------------------------------------------- | ---------------------------------------------------------------------------------------- | ---------------------------------------------------------------------------------------- | ---------------------------------------------------------------------------------------- | ---------------------------------------------------------------------------------------- | ---------------------------------------------------------------------------------------- |
| Ótima                  | 22,1%                                                                                    | 26,7%                                                                                    | Aumento                                                                                  | 29,3%                                                                                    | Aumento                                                                                  | 26,2%                                                                                    | Baixa                                                                                    | 23,0%                                                                                    | Baixa                                                                                    |
| Boa                    | 40,2%                                                                                    | 38,9%                                                                                    | Baixa                                                                                    | 35,1%                                                                                    | Baixa                                                                                    | 39,9%                                                                                    | Aumento                                                                                  | 43,7%                                                                                    | Aumento                                                                                  |
| Regular                | 24,3%                                                                                    | 24,7%                                                                                    | Aumento                                                                                  | 24,1%                                                                                    | Baixa                                                                                    | 21,7%                                                                                    | Baixa                                                                                    | 22,5%                                                                                    | Aumento                                                                                  |
| Ruim                   | 6,0%                                                                                     | 3,9%                                                                                     | Baixa                                                                                    | 4,2%                                                                                     | Aumento                                                                                  | 4,5%                                                                                     | Aumento                                                                                  | 3,8%                                                                                     | Baixa                                                                                    |
| Péssima                | 6,1%                                                                                     | 5,0%                                                                                     | Baixa                                                                                    | 6,2%                                                                                     | Aumento                                                                                  | 5,9%                                                                                     | Baixa                                                                                    | 5,4%                                                                                     | Baixa                                                                                    |
| Não Opinaram           | 1,2%                                                                                     | 0,8%                                                                                     | Baixa                                                                                    | 1,1%                                                                                     | Aumento                                                                                  | 1,8%                                                                                     | Aumento                                                                                  | 1,7%                                                                                     | Baixa                                                                                    |

| Fonte:Paraná Pesquisas | De uma maneira geral, o(a) Sr(a) diria que aprova ou desaprova a administração do Prefeito Paulo Serra, até o momento? | De uma maneira geral, o(a) Sr(a) diria que aprova ou desaprova a administração do Prefeito Paulo Serra, até o momento? | De uma maneira geral, o(a) Sr(a) diria que aprova ou desaprova a administração do Prefeito Paulo Serra, até o momento? | De uma maneira geral, o(a) Sr(a) diria que aprova ou desaprova a administração do Prefeito Paulo Serra, até o momento? | De uma maneira geral, o(a) Sr(a) diria que aprova ou desaprova a administração do Prefeito Paulo Serra, até o momento? | De uma maneira geral, o(a) Sr(a) diria que aprova ou desaprova a administração do Prefeito Paulo Serra, até o momento? | De uma maneira geral, o(a) Sr(a) diria que aprova ou desaprova a administração do Prefeito Paulo Serra, até o momento? | De uma maneira geral, o(a) Sr(a) diria que aprova ou desaprova a administração do Prefeito Paulo Serra, até o momento? | De uma maneira geral, o(a) Sr(a) diria que aprova ou desaprova a administração do Prefeito Paulo Serra, até o momento? |
| Classifiação           | Abril de 2023 | Setembro de 2023 | Setembro de 2023 | Julho de 2024 | Julho de 2024 | Setembro de 2024 | Setembro de 2024 | Outubro de 2024 | Outubro de 2024 |
| Classifiação           | Base: 814 Eleitores | Base: 718 Eleitores | Base: 718 Eleitores | Base: 710 Eleitores | Base: 710 Eleitores | Base: 718 Eleitores | Base: 718 Eleitores | Base: 710 Eleitores | Base: 710 Eleitores |
| ---------------------- | --- | --- | --- | --- | --- | --- | --- | --- | --- |
| Aprovo                 | 75,9% | 80,1% | Aumento | 78,5% | Baixa | 77,9% | Baixa | 78,3% | Aumento |
| Desaprovo              | 18,6% | 16,0% | Baixa | 18,0% | Aumento | 18,3% | Aumento | 18,0% | Baixa |
| Não Opinaram           | 5,5% | 3,9% | Baixa | 3,5% | Baixa | 3,8% | Aumento | 3,7% | Baixa |

## Vida partidária
Em 2021 apoiou o candidato derrotado Eduardo Leite nas prévias presidenciais do PSDB, alegando que o então governador de São Paulo e candidato opositor a Leite, João Doria, era "associado à polarização" entre Luiz Inácio Lula da Silva e Jair Bolsonaro.

### Presidência de Eduardo Leite no PSDB
Assumiu em fevereiro de 2023 a tesouraria nacional do partido, tendo sido o primeiro político do Grande ABC a ser membro titular da executiva nacional do PSDB por meio de indicação do governador do Rio Grande do Sul e presidente do partido, Eduardo Leite.  Conforme Convenção Nacional do partido realizada em 30 de novembro de 2023, deixou o cargo para ocupar novo posto na executiva nacional da agremiação política. Naquele mesmo mês, tomou posse como presidente estadual do PSDB em São Paulo, em comissão provisória até a realização de nova convenção no estado.
Em junho de 2023, tomou posse como presidente da Federação PSDB-Cidadania no Estado de SP, em solenidade realizada na Assembleia Legislativa de São Paulo. Foi sucedido por Duarte Nogueira em 13 de março de 2024.

## Desempenho em eleições
| Ano  | Eleição                  | Cargo    | Partido                                                                                               | Partido | Coligação                         | Vice | Votos para Paulo Serra | Votos para Paulo Serra | Votos para Paulo Serra | Votos para Paulo Serra | Resultado | Ref.   |
| Ano  | Eleição                  | Cargo    | Partido                                                                                               | Partido | Coligação                         | Vice | T.                     | Total                  | %                      | P.                     | Resultado | Ref.   |
| ---- | ------------------------ | -------- | --- | ------- | --------------------------------- | ---- | ---------------------- | ---------------------- | ---------------------- | ---------------------- | --------- | ------ |
| 2004 | Municipal de Santo André | Vereador | | PFL     | Santo André Melhor (PP, PPS, PFL) | —    | 1.º                    | 2.599                  | 0,67%                  | 31.º                   | Eleito    | [ 33 ] |
| 2008 | Municipal de Santo André | Vereador | | PSDB    | Partido Isolado                   | —    | 1.º                    | 6.149                  | 1,60%                  | 2.º                    | Eleito    | [ 34 ] |
| 2016 | Municipal de Santo André | Prefeito | Projeto Forte, Mudança Certa (PSDB, PTB, REDE, PV, PHS)                                               | PSDB    | Luiz Zacarias (PTB)               | 1.º  | 119.540                | 35,85%                 | 1.º                    | Segundo Turno          | [ 12 ]    |        |
| 2016 | Municipal de Santo André | Prefeito | Projeto Forte, Mudança Certa (PSDB, PTB, REDE, PV, PHS)                                               | PSDB    | Luiz Zacarias (PTB)               | 2.º  | 276.575                | 78,21%                 | 1.º                    | Eleito                 | [ 12 ]    |        |
| 2020 | Municipal de Santo André | Prefeito | Futuro Seguro para Nossa Santo André (PSDB, PTB, PDT, DEM, MDB, Cidadania, PSL, PSD, PV, Avante, PMB) | PSDB    | Luiz Zacarias (PTB)               | 1.º  | 266.591                | 76,88%                 | 1.º                    | Eleito                 | [ 15 ]    |        |